# Tjänstekort
Ett tjänstekort, oftast missvisande benämnt tjänstelegitimation, är en identitetshandling som används av personal inom vissa myndigheter för att kunna visa sin tjänsteställning och eventuella befogenheter som tillkommer den. Exempelvis polismän eller anställda inom försäkringskassan. Begreppen ska inte förväxlas med yrkeslegitimationer, som är av lagrum påbjudna intyg om behörighet att utöva yrke inom ett specifikt yrkesområde. Tjänstekort regleras bland annat i förordning (1958:272) om tjänstekort.